# Cantón de Sompuis
El cantón de Sompuis era una división administrativa francesa, que estaba situada en el departamento de Marne y la región de Champaña-Ardenas.

## Composición
El cantón estaba formado por trece comunas:
- Bréban
- Chapelaine
- Coole
- Corbeil
- Dommartin-Lettrée
- Humbauville
- Le Meix-Tiercelin
- Saint-Ouen-Domprot
- Saint-Utin
- Sommesous
- Sompuis
- Somsois
- Soudé

## Supresión del cantón de Sompuis
En aplicación del Decreto nº 2014-208 de 21 de febrero de 2014, el cantón de Sompuis fue suprimido el 22 de marzo de 2015 y sus 13 comunas pasaron a formar parte; diez del nuevo cantón de Vitry le François-Champaña y Der.